# Тешабаев, Файзулла
Файзулла́ Тешаба́ев (узб. Файзулло Тешабоев; 1925, село Бостон — 2016, Джалал-Абад, Кыргызстан) — хлопковод, звеньевой, председатель колхоза «Кызыл-Байрак» Сузакского района Джалал-Абадской области, Киргизская ССР, председатель Сузакского райисполкома. Герой Социалистического Труда (26.03.1948). Депутат Верховного Совета Киргизской ССР 3, 4, 5-го созывов (1951-1963).

## Биография
Родился в 1925 году в селе Бостон (ныне — Сузакский район Джалал-Абадской области) в семье дехканина, по национальности узбек.
Он очень рано познал цену труда. Сначала трудился у русского богача, затем односельчане доверили ему быть пастухом. 1934-1941 получил образование в сельской школе, 1941-1945 годах имея бронь от военкомата, работал секретарём в колхозе «Кызыл-Байрак». Работая под лозунгом «Всё для фронта, всё для Победы!», обеспечивали фронтовиков одеждой и продуктами питания. В 1945 году учился в бухгалтерских курсах, вступил в ряды партии. До 1947 года — рабочий хлопководческого звена, помощник бухгалтера и главный бухгалтер колхоза «Кызыл-Байрак» Сузакского района. С 1947 года возглавлял хлопководческое звено.
В 1947 году звено Файзуллы Тешабаева собрало в среднем по 31 центнеров хлопка-сырца с каждого гектара на участке площадью 3 гектаров. Указом Президиума Верховного Совета СССР от 26 марта 1948 года удостоен звания Героя Социалистического Труда с вручением ордена Ленина и золотой медали «Серп и Молот». В то время ему было всего 23 года.
Односельчане, оказав ему доверие, в 1949 году избрали его председателем колхоза «Кызыл-Байрак». Позднее несколько мелких хозяйств объединились и он был избран секретарём парткома. В 1951-1954 годы учился в республиканской партшколе, затем был избран председателем колхоза имени Дмитрова (1954-1956), затем председателем сельхозартели имени Жданова в дальнейшем имени К. Маркса (1956-1959). В 1959-1961 годах работал председателем Сузакского райисполкома. В 1961-1964 годах трудится на хозяйственной работе бригадиром колхоза «40-летия Октября», далее в 1965-1969 годах главным агрономом в совхозах «20-летия Киргизской ССР» и «Пахтачи» Араванского района. Многие годы возглавлял Атабековское потребобщество, и руководил хозяйством Джалал-Абадского хлопкозавода и завода «Штепсельных разъёмов». Более 30 лет работал председателем квартального комитета № 14 города Джалал-Абад.
Избирался депутатом Верховного Совета Киргизской ССР 3, 4, 5-го созывов (1951-1963).
Награды
- Герой Социалистического Труда (26.03.1948)
- Орден Ленина
- Орден Трудового Красного Знамени
- Орден «Знак Почёта»